# Aeridostachya
Aeridostachya, biljni rod iz porodice kaćunovki raširen po otocima zapadnog Pacifika, Tajlandu, Sumatri, Javi, Borneu, Tajvanu.
Rod je opisan 1981., a pripada mu dvadeset priznatih vrsta sve su epifite, a neke od njih sa pseudolukovicama, a jedna može biti i hemikriptofit (A. crassipes). Pseudolukovičasti epifiti su A. propinqua i A. robusta.

## Vrste
1. Aeridostachya acuminata (Blume) Rauschert
2. Aeridostachya clavimentalis (Ridl.) Rauschert
3. Aeridostachya coffeicolor (Kraenzl.) Rauschert
4. Aeridostachya crassipes (Ridl.) Rauschert
5. Aeridostachya dasystachys (Ridl.) Rauschert
6. Aeridostachya decurrentipetala (J.J.Sm.) Rauschert
7. Aeridostachya dulitensis (Carr) Schuit., Y.P.Ng & H.A.Pedersen
8. Aeridostachya feddeana (Schltr.) Brieger
9. Aeridostachya gobiensis (Schltr.) Rauschert
10. Aeridostachya junghuhnii (J.J.Sm.) Brieger
11. Aeridostachya macrophylla (Ames & C.Schweinf.) J.J.Wood
12. Aeridostachya mearnsii (Leav.) Rauschert
13. Aeridostachya odontoglossa (Schltr.) Rauschert
14. Aeridostachya ovilis (J.J.Sm.) Rauschert
15. Aeridostachya propinqua (Ames) W.Suarez & Cootes
16. Aeridostachya robusta (Blume) Brieger
17. Aeridostachya sumatrensis (Ridl.) Rauschert
18. Aeridostachya trichotaenia (Schltr.) Brieger
19. Aeridostachya unifolia (J.J.Sm.) Rauschert
20. Aeridostachya vulcanica (Schltr.) Brieger